# Im Wasser der Seine
Im Wasser der Seine (Originaltitel: Sous la Seine) ist ein französischer Tierhorrorfilm, der weltweit am 5. Juni 2024 ins Programm von Netflix aufgenommen wurde. Der Thriller handelt von einem Hai, der sich im Vorfeld der Olympischen Sommerspiele 2024 in die Seine verirrt hat und die Austragung eines Triathlon-Wettbewerbs stört. Die Hauptrollen übernahmen Bérénice Bejo, Nassim Lyes, Léa Léviant und Anne Marivin.

## Handlung
Drei Jahre nachdem die Meeresforscherin Sophia bei einem Forschungseinsatz im Nordpazifikwirbel ihr gesamtes Team durch den Makohai Lilith verloren hat, arbeitet sie in einem Aquarium in Paris. Dort wird sie von der jungen Umweltschützerin Mika angesprochen, deren Organisation Save Our Seas es gelungen ist, den Peilsender von Lilith in der Seine zu verorten. Trotz der Anpassungsfähigkeit des Tieres glaubt Sophia zunächst nicht daran, dass Lilith in Süßwasser überleben könnte, geht der Spur aber nach. Als schließlich ein Autowrack samt Leiche aus dem Fluss geborgen wird und sie die charakteristischen Bisswunden erkennt, ist Sophia von Liliths Anwesenheit überzeugt.
Angesichts eines bevorstehenden prestigeträchtigen Triathlons beauftragt die Pariser Bürgermeisterin die Flussbrigade damit, den Hai mit allen Mitteln aus der Seine zu entfernen. Um Lilith im Fluss zu lokalisieren, schließt sich der Wasserschutzpolizist Adil mit Sophia zusammen, doch das Signal des Tieres verschwindet schon bald vom Radar. Wie sich herausstellt, hat Mika den Peilsender vorübergehend deaktiviert, da sie eine Tötung des Tieres befürchtete. Gemeinsam mit anderen Aktivisten will die junge Umweltschützerin den Hai unbeschadet ins Meer zurückführen und sucht daher die gefluteten Katakomben von Paris auf, wohin sich Lilith zum Gebären zurückgezogen hat.
In den unterirdischen Tunneln gelingt es Mika, Lilith und ein Jungtier mittels eines Schallimpulses anzulocken. Gerade als die von Mikas Freundin benachrichtigte Flussbrigade eintrifft, um die Aktivisten zu evakuieren, greift Lilith an und tötet die junge Umweltschützerin. Eine Massenpanik bricht aus, während der zahlreiche Personen zu Tode kommt. Adil findet wenig später die Leiche von Liliths Jungtier, die er zur Untersuchung an die sich Vorwürfe machende Sophia übergibt. Die Meeresforscherin stellt fest, dass Lilith wohl einer durch Mutation erschaffenen neuen Haiart angehört, die in Süßwasser überleben und sich per Parthenogenese fortpflanzen kann. Sollte das Tier nicht getötet werden, könnte sich die Art unkontrolliert in den europäischen Gewässern verbreiten.
Die Pariser Bürgermeisterin macht die Flussbrigade für die Vorfälle in den Katakomben verantwortlich, versucht die vom Hai ausgehende Gefahr für den Triathlon herunterzuspielen und setzt fortan das französische Militär zur Überwachung der Seine ein. Um ein Blutbad zu verhindern, wollen Sophia und die Flussbrigade Teile der unterirdischen Katakomben sprengen, um Lilith und zahlreiche ihrer Jungtiere unter den Trümmern zu begraben. Der Plan misslingt jedoch, mehrere Mitglieder der Einheit werden getötet und Lilith kann in die Seine entkommen. Dort kommt es während des Triathlons zu mehreren Angriffen auf die Schwimmer im Wasser, weshalb das Militär das Feuer auf die Haie eröffnet. Die Schüsse treffen jedoch aus dem Zweiten Weltkrieg überbliebene Blindgänger im Flussbett und lösen mehrere Explosionen aus, die die Innenstadt von Paris fast vollständig unter Wasser legen. Sophia und Adil müssen auf einem Pavillondach gestrandet mitansehen, wie Lilith und ihre Junghaie um sie herum kreisen.

## Produktion

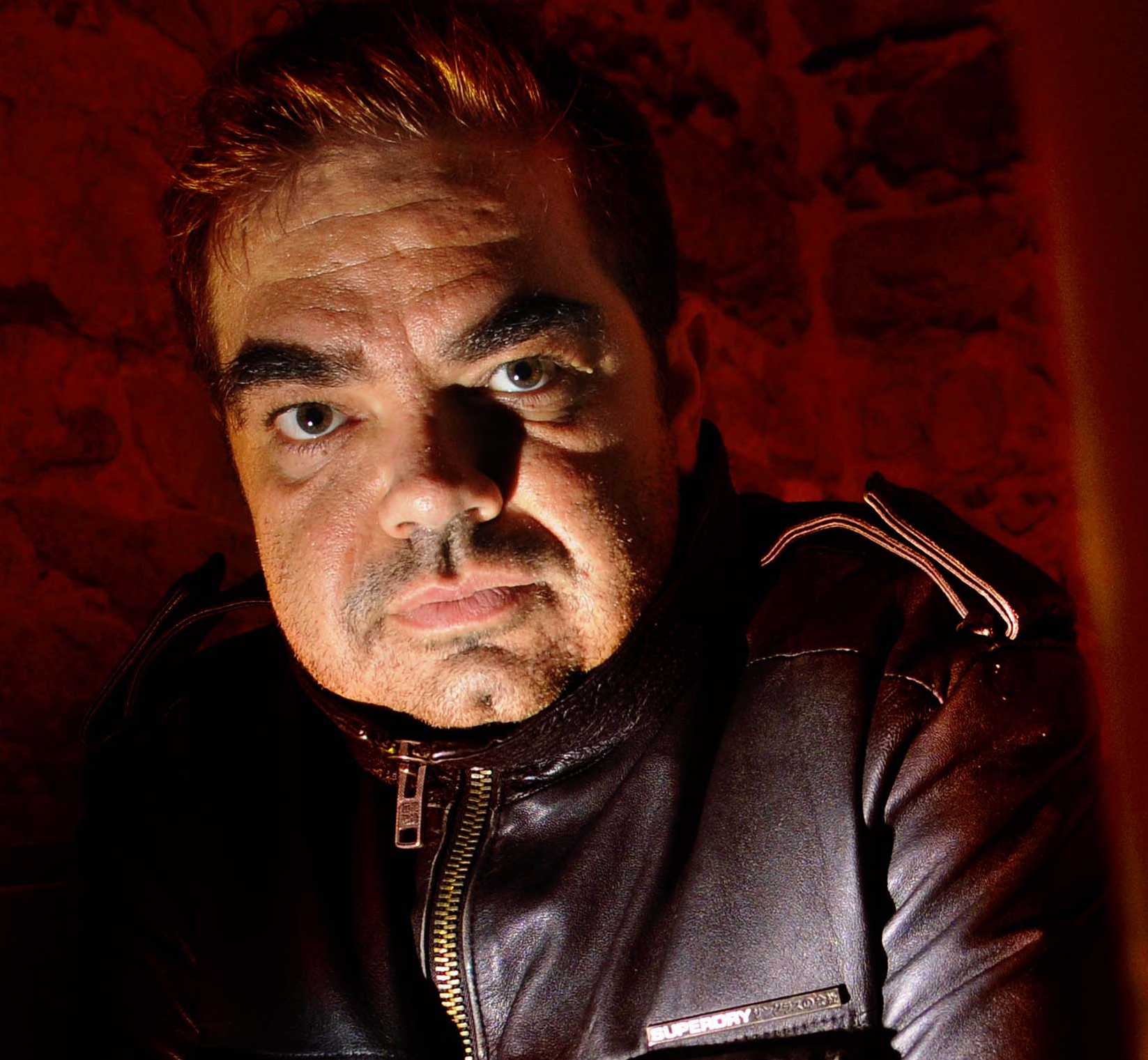
Regisseur und Drehbuchautor Xavier Gens (2011)

Der Tierhorrorfilm Im Wasser der Seine entstand unter der Regie des Franzosen Xavier Gens, der seine Filmkarriere mit dem Backwoods-Film Frontier(s) – Kennst du deine Schmerzgrenze? (2006) begann. Das Drehbuch basiert auf einer Idee von Edouard Duprey sowie Sebastien Auscher und wurde von Gens gemeinsam mit Yannick Dahan, Maud Heywang und Yaël Langmann verfasst. Ursprünglich sollte die Produktion bereits im Jahr 2019 auf Englisch erfolgen, um das mit rund 20 Millionen Euro für französische Genrefilme überdurchschnittlich hohe Budget zu rechtfertigen, doch von französischen Produktionsunternehmen wurde das Filmprojekt abgelehnt. Stattdessen erklärte sich Netflix 2023 zur Umsetzung von Im Wasser der Seine bereit.
Gens selbst beschrieb Im Wasser der Seine als ökologische Fabel, mit der er die Auswirkungen von Umweltverschmutzungen und des Klimawandels auf die Tierwelt aufzeigen wollte. Für ihn fungiere der Hai wie einst auch King Kong nicht als Bösewicht des Films, sondern setze sich nur gegen die menschengemachte Zerstörung des Planeten zur Wehr. Im Wasser der Seine sei nicht zuletzt auch eine politische Satire im Stile von Don’t Look Up (2021), mit der Gens die Bevorzugung von finanziell lukrativen Geschäften gegenüber dem Naturschutz kritisieren wollte.
In den Hauptrollen verkörpern Bérénice Bejo die Wissenschaftlerin Sophia, Nassim Lyes den Wasserschutzpolizisten Adil und Léa Léviant die Umweltaktivistin Mika. Bejos Figur wurde dabei von Mitgliedern der Meeresschutzorganisation Sea Sherpherd inspiriert, die Regisseur Gens persönlich unterstützt. Demgegenüber verkörpert Anne Marivin die an Anne Hidalgo angelehnte Bürgermeisterin von Paris. Mit der Figur wollte Gens Hildagos Plan kritisieren, für 1,4 Milliarden Euro die stark verschmutzte Seine bis zu den Olympischen Sommerspielen 2024 zu säubern, einzig damit Schwimmwettbewerbe auf dem Fluss ausgetragen werden können. Durch teilweise wörtliche Übernahme aus Reden von Hildago und Valérie Pécresse in die Dialoge von Marivin sollten dabei die menschliche Dummheit und falschen Entscheidungen politischer Führungskräfte aufgezeigt werden.
Die Dreharbeiten mit Kameramann Nicolas Massart erfolgten von März bis Juni 2023. Für Filmaufnahmen in Paris wurden dabei einzelne Flussabschnitte der Seine gesperrt, da man sonst aufgrund des Bootsverkehrs nicht hätte drehen können. Da die Wassertemperatur zu dieser Jahreszeit unter zehn Grad Celsius betrug, musste die gesamte Filmcrew Neoprenanzüge tragen; zwei Darsteller absolvierten für die Dreharbeiten zudem ihre Bootsführerscheine. Unterwasserszenen wurden hingegen in den Lites Studios in Belgien gedreht – dem größten Indoor-Wasserstudio Europas – um die Anzahl der benötigten Spezialeffekte zu begrenzen. Weitere Aufnahmen entstanden im Ciudad-de-la-Luz-Filmkomplex im spanischen Alicante und vor der Küste von Villajoyosa, wo zweieinhalb Wochen lang Triathlon-Szenen gedreht wurden. Für diese wurde in Wassertanks ein Paris nachempfundener Dock nachgebaut und in lokalen Triathlon-Vereinen nach über 1000 Statisten gesucht. Die als Antagonisten fungierenden Haie wurden von den französischen VFX-Unternehmen MPC Paris und Digital District animiert, sollten im Vergleich zu anderen Genrevertretern aber realistischer und weniger angsteinflößend sein.
Ein Trailer wurde am 9. April 2024 veröffentlicht. Im Wasser der Seine wurde weltweit am 5. Juni 2024 ins Programm von Netflix aufgenommen. Gegen die geplante Veröffentlichung ging der französische Regisseur Vincent Dietschy gerichtlich vor und behauptete, Im Wasser der Seine sei eine unautorisierte Adaption seines im Jahr 2011 als geistigem Eigentum registrierten Drehbuchs Silure. Anfang Juli 2024 lehnte ein Pariser Richter die Entfernung des Films von Netflix aufgrund einer falsch adressierten Anklageschrift ab, ließ das Verfahren wegen einer möglichen Urheberrechtsverletzung aber zu.

## Synchronisation
Die deutschsprachige Synchronisation entstand nach einem Dialogbuch von Christine Roche und unter der Dialogregie von Alexander Brem bei FFS Film- & Fernseh-Synchron.
| Rolle          | Darsteller      | Synchronsprecher    |
| -------------- | --------------- | ------------------- |
| Sophia Assalas | Bérénice Bejo   | Sophie Rogall       |
| Adil Faez      | Nassim Lyes     | Patrick Roche       |
| Mika           | Léa Léviant     | Maresa Sedlmeir     |
| Ben            | Nagisa Morimoto | Leslie-Vanessa Lill |
| Angèle         | Aurélia Petit   | Claudia Lössl       |
| Caro           | Sandra Parfait  | Christine Garbe     |
| Nils           | Aksel Ustun     | Sebastian Kempf     |

## Rezeption

### Kritiken
Im Wasser der Seine konnte 61 % der 44 bei Rotten Tomatoes gelisteten Kritiker überzeugen und erhielt dabei eine durchschnittliche Bewertung von 5,8 Punkten. Als zusammenfassendes Fazit zieht die Seite, dieser bissige Einstieg ins Universum der Haifilme verbinde Umweltthemen mit blutigem Nervenkitzel und lande letztendlich auf der richtigen Seite des albernen Spaßes. Bei Metacritic erhielt der Thriller basierend auf sechs Kritiken einen Metascore von 57 von 100 möglichen Punkten.
Als „intelligenter Blockbuster“ wird Im Wasser der Seine von Michael Nordine in seiner Filmkritik für Variety beschrieben. Für ihn handle es sich endlich um einen Hai-Film, der es wert sei, im Kielwasser von Spielbergs Der weiße Hai zu schwimmen, und der einem Genre, das schon viel zu lange blutleer gewesen wäre, neues Leben einhauchen könne. Im Wasser der Seine mache dabei das Beste aus seiner brillant einfachen Prämisse, sei dabei zwar vorhersehbar und vergleichsweise ernst, aber nicht weniger unterhaltsam. Der visuelle Geschichtenerzähler Xavier Gens liefere mehrere denkwürdige Sequenzen ab und beweise auch ein klares Verständnis dafür, den titelgebenden Hai zugunsten der Spannung so wenig wie möglich zu zeigen.
Überwiegend zufrieden zeigt sich auch Ben Travis von Empire, der dem soliden Hai-Thriller zwar eine alberne Prämisse samt lachhafter Logik und dünnen Figuren attestiert, aber Im Wasser der Seine auch gerade genug Biss bescheinigt, um zu unterhalten. Regisseur Xavier Gens bedienen dabei eigentlich nur die üblichen Hai-Hits und drohe dem Film mit seiner ernsthaften Inszenierung und einer Tonalität zwischen Brei und Predigt sogar fast zu schaden, doch wenn der Spaß erst einmal beginne, sei er riesig. Der Filmemacher beschwöre so ein spürbares Gefühl der Planschpanik samt willkommenem Blutbad herauf und hebe Im Wasser der Seine durch die unkonventionelle französische Kulisse von anderen Genrevertretern ab. Auch der Schlussakt gehe keine Kompromisse ein, heitze den gesellschaftlichen Kommentar der Öko-Satire weiter an und bereite eine möglicherweise wilde Fortsetzung vor.
Kritischere Worte findet Matthias Daum von der Zeit, für den die Idee gar nicht so abwegig erscheine, im braun-schlackigen Flusswasser lauernde Haie als unterschwellige Angst vor einem Olympia-Supergau zu inszenieren. Das Problem des Films sei allerdings, dass die Motivation der Tiere die gesamte Laufzeit über unklar bleibe, wie so vieles in der langfädigen und dramaturgisch wirren Erzählung. Die hohen Produktionskosten mit aufwendigen Außenaufnahmen und naturrealistisch computergenerierten Kunsthaien seien zwar zu erkennen, doch die Actionszenen hätten etwas ungewollt Slapstickhaftes und die Figuren würden direkt von der Writers-Room-Resterampe zu stammen scheinen.
Enttäuscht zeigt sich Karsten Munt vom Filmdienst, für den Im Wasser der Seine die Klammer zu Klimakatastrophe zwar elegant schließe, als Haifilm aber erstaunlich behäbig sei. Wo Regisseur Xavier Gens die Farben der Seine clever zu nutzen wisse, könne er auf dem Trockenen nur wenig mit dem Film anfangen. Die Jagd auf den Hai und das gleichzeitige Versagen der Behörden entspinne sich so als enorm schwerfällige, mit zögerlichen satirischen Tönen unterstrichene Version von Der weiße Hai, bei der Gens den angedeuteten Ökothriller einfach nicht aufgeben wolle. Erst spät erreiche Im Wasser der Seine daher das anvisierte haarsträubende Spektakel, bei dem alle Dämme brechen würden, doch insbesondere Hauptdarstellerin Bérénice Bejo verweigere dabei jegliche emotionale Teilhabe an ihrer Figur.

### Abrufzahlen
Mit rund 41 Millionen Abrufen innerhalb der ersten fünf Tage nach Veröffentlichung verzeichnete Im Wasser der Seine den besten Start eines nicht-englischsprachigen Films auf Netflix und erreichte dabei in 93 Ländern die Spitzenposition der fremdsprachigen Film-Charts. Bis Anfang Juli 2024 verzeichnete der Thriller weltweit fast 85 Millionen Abrufe und bis November des Jahres über 100 Millionen. Damit handelt es sich nach Eigenaussage von Regisseur Xavier Gens um den meistgesehenen französischen Film aller Zeiten.

## Fortsetzung
Nach dem Streamingerfolg kündigte Netflix im November 2024 eine Fortsetzung an, für die sowohl Regisseur Xavier Gens als auch Hauptdarstellerin Bérénice Bejo zurückkehren sollen.